# Resolució 1487 del Consell de Seguretat de les Nacions Unides
La Resolució 1487 del Consell de Seguretat de les Nacions Unides fou adoptada el 12 de juny de 2003. Després d'assenyalar la recent entrada en vigor de l'Estatut de Roma de la Cort Penal Internacional, el Consell va concedir una extensió d'un any per la immunitat de la persecució per la persecució per part de la Cort Penal Internacional (CPI) al personal de manteniment de la pau de les Nacions Unides dels països que no eren part de la CPI, a partir de l'1 de juliol de 2003.
La resolució es va aprovar per insistència dels Estats Units i va entrar en vigor l'1 de juliol de 2003 per un període d'un any. França, Alemanya i Síria es van abstenir de votar, argumentant que no hi havia cap justificació per renovar les mesures. El Consell de Seguretat es va negar a renovar l'exempció l'any 2004 després que es van publicar les fotos de la tortura i abús de presos iraquians per tropes estatunidenques a Abu Ghraib, i els EUA van retirar la seva demanda.

## Resolució

### Observacions
En el preàmbul de la resolució, el Consell va assenyalar la importància de les operacions de les Nacions Unides en el manteniment de la pau i la seguretat. Va assenyalar que no tots els estats eren part de l'Estatut de Roma de la Cort Penal Internacional, o bé havien optat per acceptar la seva jurisdicció i continuarien complint les seves responsabilitats dins la jurisdicció nacional del seu estat pel que fa als delictes internacionals.

### Actes
Actuant en virtut del Capítol VII de la Carta de les Nacions Unides, el Consell de Seguretat va demanar que la CPI, per un període de dotze mesos a partir de l'1 de juliol de 2003, s'abstingués de començar o continuar investigant al personal o funcionaris d'estats que no eren part de l'Estatut de la CPI. Va expressar la seva intenció de renovar la mesura en un termini de dotze mesos durant el temps que fos necessari. A més, la resolució va demanar que els estats no prenguessin cap acció contrària a la mesura i a les seves obligacions internacionals.